# Fernando Fernandes (atleta)
Fernando Fernandes de Pádua (São Paulo, 28 de março de 1981) é um apresentador e atleta paralímpico brasileiro e desbravador dos esportes adaptados. Atleta desde a infância, foi jogador de futebol profissional, boxeador amador, modelo internacional estrelando campanhas como Dolce & Gabbana por Mario Testino e Abercrombie & Fitch por Bruce Weber e participou do reality show Big Brother Brasil 2 (2002) da Rede Globo.
No mundo Paralímpico se consagrou como tetracampeão Mundial  (2009, 2010, 2011 e 2012), Tricampeão Panamericano, Tetracampeão Sul-americano e Tetracampeão  Brasileiro de Paracanoagem.
Apresentou o quadro "Desafio sem Limites" no Esporte Espetacular e durantes os Jogos Paralímpicos foi apresentador ao lado de Flávio Canto no Boletim Paralímpico (Londres 2012) e ao lado de Cristiane Dias (Rio 2016).
Atualmente apresenta o quadro "Sobre Rodas" no Esporte Espetacular (Rede Globo) e o "Além dos Limites" (Canal OFF). 
Em 2022, se torna apresentador do reality show No Limite, sendo o primeiro PCD a apresentar um programa do gênero sobrevivência.

## Paraplegia
Em 4 de julho de 2009, ele sofreu um acidente automobilístico, que o deixou paraplégico.  Após o acidente, Fernando começou a treinar canoagem em Brasília, enquanto fazia reabilitação no Hospital Sarah Kubitschek e, desde então, tem conquistado títulos notórios na modalidade.

## Filmografia

### Televisão
| Ano           | Título                    | Função                   | Notas                             |
| ------------- | ------------------------- | ------------------------ | --------------------------------- |
| 2002          | Big Brother Brasil        | Participante (10º lugar) | Temporada 2                       |
| 2012          | Esporte Espetacular       | Apresentador             | Quadro "Desafio sem Limites"      |
| 2012          | Boletim Paralímpico       | Apresentador             | Jogos Paralímpicos (Londres 2012) |
| 2016          | Boletim Paralímpico       | Apresentador             | Jogos Paralímpicos (Rio 2016)     |
| 2017          | Esporte Espetacular       | Apresentador             | Quadro "Sobre Rodas"              |
| 2018          | Além dos Limites          | Apresentador             | Canal Off                         |
| 2021          | Boletim Paralímpico       | Apresentador             | Jogos Paralímpicos (Tóquio 2020)  |
| 2022          | Além do Caminhos do Vento | Apresentador             | Canal Off                         |
| 2022–23       | No Limite                 | Apresentador             | Apresentador - Temporada 6        |
| 2022–23       | No Limite – A Eliminação  | Apresentador             | Apresentador - Temporada 6        |
| 2023          | The Masked Singer Brasil  | Circo (11º lugar)        | Temporada 3                       |
| 2025          | BBB: O Documentário       | Ele mesmo                |                                   |
| 2025-presente | Esporte Espetacular       | Apresentador             |                                   |

### Cinema
| Ano  | Título    | Função    | Notas        |
| ---- | --------- | --------- | ------------ |
| 2016 | Paratodos | Ele mesmo | Documentário |